# Brachypremna basilica
Brachypremna basilica är en tvåvingeart som beskrevs av Alexander 1921. Brachypremna basilica ingår i släktet Brachypremna och familjen storharkrankar.
Artens utbredningsområde är Peru. Inga underarter finns listade i Catalogue of Life.